# 1725-й отдельный сапёрный батальон
1725-й отдельный сапёрный батальон — воинское подразделение в вооружённых силах СССР во время Великой Отечественной войны.

## История
Сформирован в конце октября 1941 года, вошёл в состав 5-й сапёрной бригады. В составе действующей армии с 7 марта по 1 октября 1942 года.
С момента расформирования 1 марта 1942 бригады местонахождение и подчинение батальона установить не удалось. По крайней мере с июня 1942 года действовал на Свирском оборонительном рубеже.
1 октября 1942 переформирован в 260-й отдельный инженерный батальон.

## Подчинение
| Дата       | Фронт (округ)            | Армия               | Корпус | Дивизия | Бригада              | Примечания |
| ---------- | ------------------------ | ------------------- | ------ | ------- | -------------------- | ---------- |
| 01.11.1941 | Московский военный округ | 3-я сапёрная армия  | -      | -       | 5-я сапёрная бригада | -          |
| 01.12.1941 | Московский военный округ | 3-я сапёрная армия  | -      | -       | 5-я сапёрная бригада | -          |
| 01.01.1942 | Московский военный округ | 3-я сапёрная армия  | -      | -       | 5-я сапёрная бригада | -          |
| 01.02.1942 | Московский военный округ | 3-я сапёрная армия  | -      | -       | 5-я сапёрная бригада | -          |
| 01.03.1942 | -                        | -                   | -      | -       | -                    | нет данных |
| 01.04.1942 | -                        | -                   | -      | -       | -                    | нет данных |
| 01.05.1942 | -                        | -                   | -      | -       | -                    | нет данных |
| 01.06.1942 | -                        | -                   | -      | -       | -                    | нет данных |
| 01.07.1942 | -                        | 7-я отдельная армия | -      | -       | -                    | -          |
| 01.08.1942 | -                        | 7-я отдельная армия | -      | -       | -                    | -          |
| 01.09.1942 | -                        | 7-я отдельная армия | -      | -       | -                    | -          |